# كالي لينكس
كالي لينكس (بالإنجليزية: Kali Linux)‏ هي توزيعة لينكس مبنية على دبيان، وهي متخصصة في الأمن والحماية المعلوماتية واختبار الاختراق (Penetration Testing)· تم الإعلان عن صدورها في 13 مارس 2013·
توزيعة كالي هي إعادة بناء لتوزيعة باك تراك: حيث قام المطورون ببنائها على دبيان بدل أوبونتو، وهي مدعومة وممولة من طرف الأمن الهجومي ·.

## أدوات كالي لينكس
توزيعة كالي لينكس متخصصة في الأمن والحماية المعلوماتية وتحتوي مسبقا على عدة برامج وأدوات موجهة لاختبار الاختراق·حيث تتضمن برامج تقوم بالمسح الأمني للمنافذ كإن ماب Nmap وبرامج لتحليل الحزم المتبادلة على الشبكات كواير شارك Wireshark ، و برامج لكسر كلمات المرور كبرنامج جون ذا ريبر John the Ripper، وطقم برامج ايركراك-أن جي الخاص باختبار اختراق الشبكات المحلية اللاسلكية Wireless LANs و Burp Suite و OWASP و ZAP لفحص سلامة تطبيقات الويب، بالإضافة إلى أدوات أخرى للإختبارات الأمنية المتعددة·

## الميزات الرئيسية
- مجموعة أدوات شاملة: يحتوي كالي لينكس على أكثر من 600 أداة مدمجة، تشمل أدوات لاختبار الاختراق، تحليل الشبكات، تحليل البرمجيات الخبيثة، وغيرها.
- التوافق مع الأجهزة: يمكن تثبيت كالي لينكس على مجموعة متنوعة من الأجهزة، بما في ذلك أجهزة الكمبيوتر المحمولة، أجهزة سطح المكتب، وحتى الأجهزة الافتراضية.
- التحديثات المستمرة: يتم تحديث كالي لينكس بانتظام لضمان توفر أحدث الأدوات والتقنيات في مجال الأمن السيبراني.
- دعم المجتمع: يتمتع كالي لينكس بدعم قوي من المجتمع، مما يسهل على المستخدمين الحصول على المساعدة والمشاركة في تطوير النظام.

## استخدامات كالي لينكس
- اختبار الاختراق: يستخدمه المتخصصون في الأمن لاختبار أمان الأنظمة والشبكات.
- التعليم والتدريب: يُستخدم في دورات تدريبية لتعليم الأمن السيبراني واختبار الاختراق.
- تحليل البرمجيات الخبيثة: يمكن استخدامه لتحليل البرمجيات الخبيثة وفهم سلوكها.

## الأدوات المدمجة في كالي لينكس
كالي لينكس يأتي مع مجموعة واسعة من الأدوات التي تغطي مجالات متعددة في الأمن السيبراني. بعض الفئات الرئيسية للأدوات تشمل:
- أدوات اختبار الاختراق: مثل Metasploit وBurp Suite وNmap، والتي تُستخدم لاكتشاف الثغرات واستغلالها.

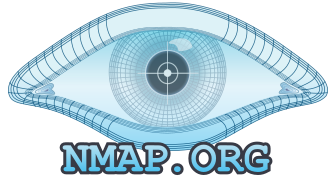

- أدوات تحليل الشبكات: مثل Wireshark و[[آيركراك-إن جي|Aircrack-ng]]، التي تُستخدم لتحليل حركة المرور على الشبكة وكسر تشفير الشبكات اللاسلكية.
- أدوات تحليل البرمجيات الخبيثة: مثل Radare2 وGhidra، التي تُستخدم لتحليل البرمجيات الخبيثة وفهم سلوكها.
- أدوات جمع المعلومات: مثل Maltego وtheHarvester، التي تُستخدم لجمع المعلومات عن الأهداف المحتملة.

## التثبيت والتكوين
يمكن تثبيت كالي لينكس بعدة طرق، بما في ذلك:

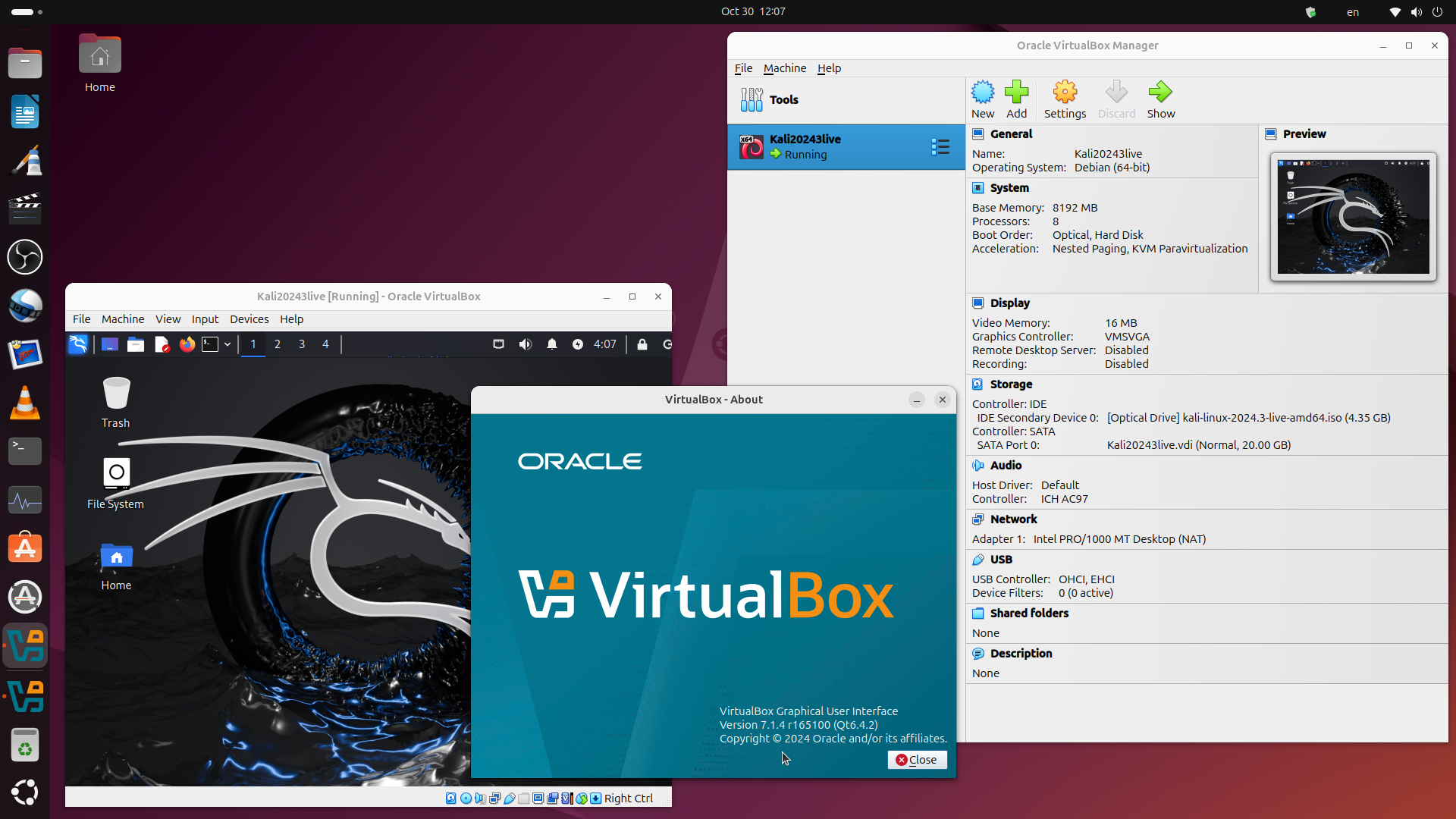
VirtualBox

- التثبيت المباشر: على جهاز كمبيوتر أو لابتوب.
- التثبيت كجهاز افتراضي: باستخدام برامج مثل VirtualBox أو VMware، مما يسمح بتشغيل كالي لينكس بجانب أنظمة تشغيل أخرى.
- التشغيل من USB: يمكن إنشاء USB قابل للتشغيل يحتوي على كالي لينكس، مما يسمح بتشغيل النظام دون تثبيته على القرص الصلب.

### التحديثات والدعم
تقوم Offensive Security بتحديث كالي لينكس بانتظام، مما يضمن أن الأدوات محدثة وتعمل بشكل صحيح. يمكن للمستخدمين استخدام الأمر apt update وapt upgrade لتحديث النظام والأدوات المثبتة.

## التعليم والتدريب
تقدم أوفينسف سكيورتي Offensive Security دورات تدريبية معتمدة تتعلق بكالي لينكس، مثل "Penetration Testing with Kali Linux" (PWK)، والتي تعد جزءًا من شهادة OSCP (Offensive Security Certified Professional). هذه الدورات توفر معرفة عميقة حول كيفية استخدام كالي لينكس في اختبار الاختراق.

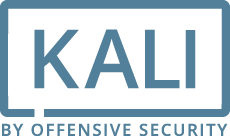
أوفينسف سكيورتي

## المجتمع والمصادر التعليمية
هناك العديد من الموارد التعليمية المتاحة للمستخدمين الجدد، بما في ذلك:
- المنتديات: مثل منتدى كالي لينكس الرسمي، حيث يمكن للمستخدمين طرح الأسئلة ومشاركة المعرفة.
- الدروس عبر الإنترنت: هناك العديد من الدروس المجانية والمدفوعة على منصات مثل YouTube وUdemy.
- الكتب: هناك كتب متخصصة في كالي لينكس واختبار الاختراق، مثل "Kali Linux Revealed" و"Penetration Testing with Kali Linux".

## التطبيقات العملية
يستخدم كالي لينكس في مجموعة متنوعة من السيناريوهات العملية، بما في ذلك:
- اختبار أمان الشبكات: يساعد المؤسسات في تحديد الثغرات في شبكاتهم.
- تحليل الحوادث: يُستخدم في التحقيقات بعد حدوث اختراقات أمنية.
- التدريب على الأمن السيبراني: يُستخدم في الأكاديميات لتعليم الطلاب كيفية حماية الأنظمة.

## كالي لينكس والبرمجيات الحرة
كالي لينكس هي توزيعة حرة، تضم برمجيات حرة ومفتوحة المصدر تتوافق في مبدأها مع المبادئ الموجهة للبرمجيات الحرة. يمكن الحصول على التوزيعة مجانا مباشرة من موقعها الرسمي·
بعد التحميل يمكن للمستعمل أن يشغل هذا النظام كقرص حي Live CD أو يو إس بي حي Live USB، أو يمكن تتثبته مباشرة على القرص الصلب للحاسوب أو استعماله كجهاز افتراضي. كما أنه يدعم استعمال منصة مشروع ميتاسبلوت و هي أدات لتنفيذ هجمات افتراضية اعتمادا على الثغرات.
لكالي لينكس صورة من 32 بت و 64 بت والتي تعمل على معالجات x86، كما لديها صورة تدعم معمارية ARM لاستعمالها على الأجهزة المحمولة ذات المواصفات الضعيفة والمتوسطة كأجهزة الكروم بوك من سامسونج.
كالي تعتمد على توزيعة ديبيان ويزي Wheezey. أغلب الحزم التي تستعملها كالي مأخوذة من مستودعات ديبيان.

## وصلات خارجية
- الموقع الرسمي
- موقع التوثيق والمقالات الرسمية لكالي لينكس (عربي)
- منتديات كالي لينكس
- حساب كالي لينكس على تويتر
- صفحة كالي لينكس الرسمية على فايسبوك